# Кокпіт

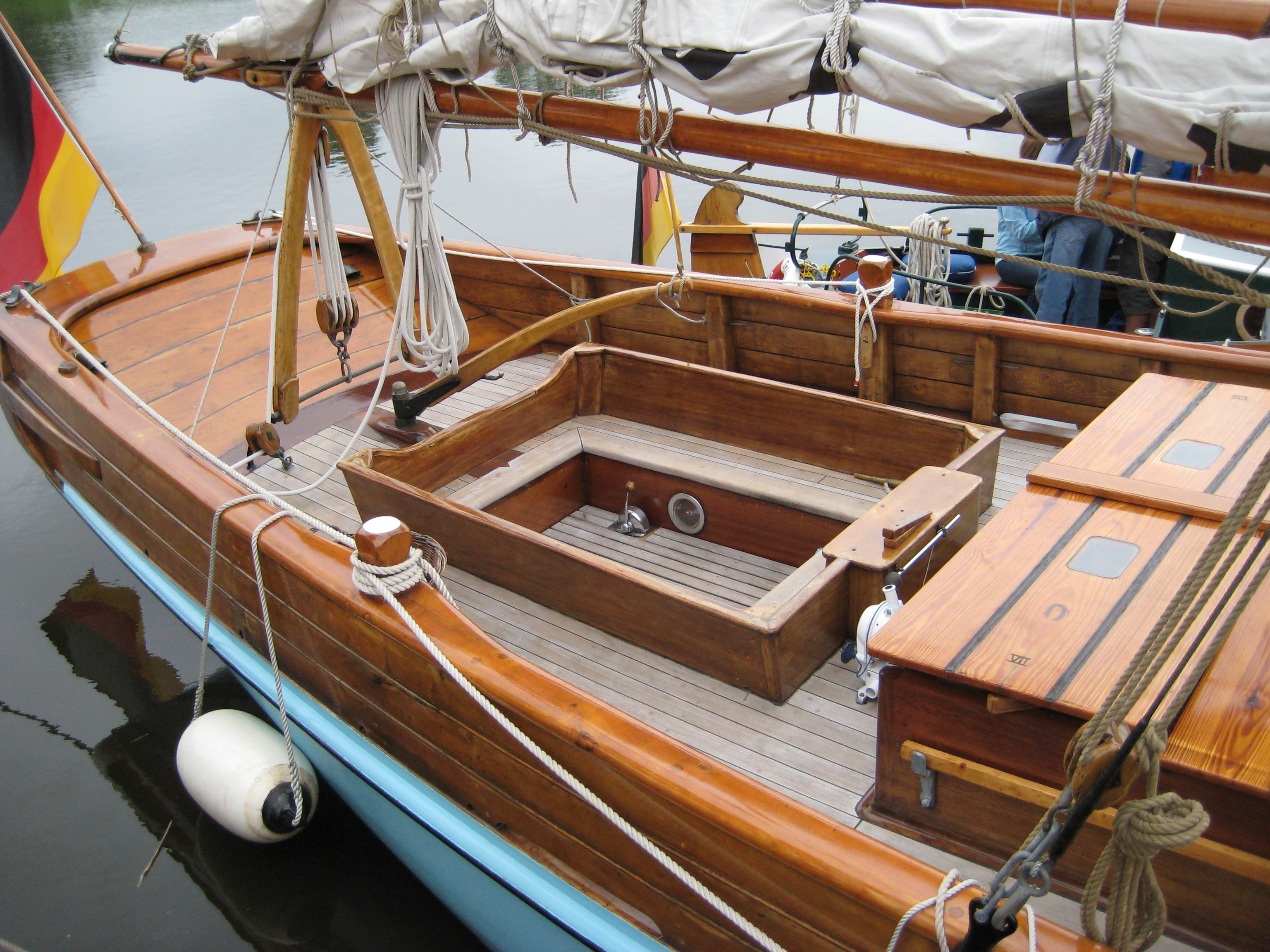
Кокпіт невеликого вітрильника.

Ко́кпіт (від англ. cockpit) — назва кабіни керування на деяких транспортних засобах.

## Судна
На катерах, вітрильних яхтах і спортивних глісерах кокпіт — відкрите приміщення для стернового і пасажирів (у кормі).
Слово cockpit вперше з'явилося в англійській мові в 1580-х, утворене від слів cock («півень») + pit («яма»), тобто «півняча яма». На вітрильних військових кораблях так називалася кормова частина найнижчої палуби, де розміщались гардемарини (1706); пізніше перенесено на літаки (1914) та машини (1930-ті).

## Автомобілі

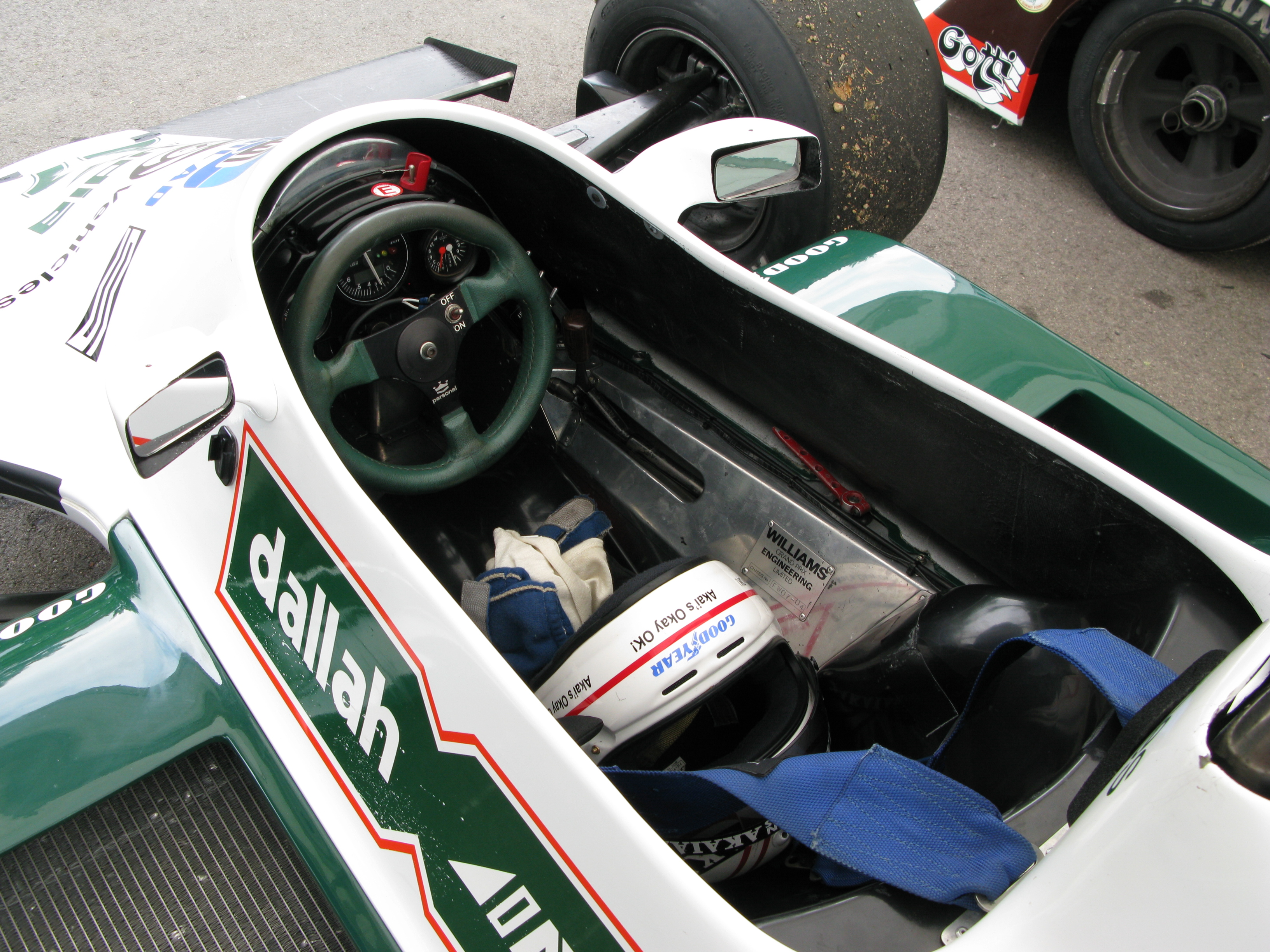
Кокпіт боліда Williams FW07

Приблизно з 1935, кокпітом неформально почали називати місце для водія в автомобілях, особливо на швидкісних, а пізніше це визначення стало офіційним терміном у «Формула-1».

## Інше
В англійській мові слово cockpit зазвичай використовують для позначення кабіни екіпажу на авіалайнерах (слово cabin означає не «кабіна», а «пасажирський салон»).